# Arye Gross
Arye Gross (Los Angeles, 17 marzo 1960) è un attore statunitense.

## Filmografia parziale

### Cinema
- Soul Man, regia di Steve Miner (1986)
- La casa di Helen (House II: The Second Story), regia di Ethan Wiley (1987)
- Lo strizzacervelli (The Couch Trip), regia di Michael Ritchie (1988)
- Tequila Connection (Tequila Sunrise), regia di Robert Towne (1988)
- Gli esperti americani (The Experrts), regia di Dave Thomas (1989)
- Coupé de ville, regia di Joe Roth (1989)
- A tutto rock (A Matter of Degrees), regia di W.T. Morgan (1990)
- Giorni di gloria... giorni d'amore (For the Boys), regia di Mark Rydell (1991)
- Vicino alla fine (A Midnight Clear), regia di Keith Gordon (1992)
- Bella, pazza e pericolosa (Hexed), regia di Alan Spencer (1993)
- Big eden, regia di Thomas Bezucha (2000)
- Fuori in 60 secondi (Gone in Sixty Seconds), regia di Dominic Sena (2000)
- Minority Report, regia di Steven Spielberg (2002)
- Nostalgia, regia di Mark Pellington (2018)

### Televisione
- Il mio amico Arnold (Diff'rent Strokes) - serie TV, episodio 5x05 (1982)
- Supercar - serie TV, episodio 3x18 (1985)
- Mai dire sì (Remington Steele) - serie TV, episodio 4x18 (1986)
- Heart of the City - serie TV, episodio 1x01 (1986)
- Blue Jeans - serie TV, episodio 1x01 (1988)
- Ellen - serie TV, 42 episodi (1994-1996) - Adam Green
- Friends - serie TV, episodio 2x07 (1995)
- The Single Guy - serie TV, episodio 2x02 (1996)
- Profiler - Intuizioni mortali (Profiler) - serie TV, episodi 2x06-2x07 (1997-1998)
- The Practice - Professione avvocati (The Practice) - serie TV, 5 episodi (1997-2002)
- Cybill - serie TV, episodio 4x16 (1998)
- Oltre i limiti (The Outer Limits) - serie TV, episodio 4x12 (1998)
- Millenium - serie TV, episodio 3x06 (1998)
- Un detective in corsia (Diagnosis: Murder) – serie TV, 4 episodi (1998-1999)
- Fantasy Island - serie TV, episodio 1x13 (1999)
- La sfida di Artù (Arthur's Quest) - film TV, regia di Neil Mandt (1999)
- American Spy (In the Company of Spies) - film TV, regia di Tim Matheson (1999)
- Più forte ragazzi (Martial Law) - serie TV, episodio 2x17 (2000)
- G vs E - serie TV, episodio 2x05 (2000)
- Ancora una volta (Once Again) - serie TV, episodio 2x05 (2000)
- Giudice Amy (Judging Amy) - serie TV, episodi 2x03, 5x11 (2000, 2004)
- X-Files (The X-Files) – serie TV, episodio 9x08 (2001)
- Il tocco di un angelo (Touched by an Angel) - serie TV, episodio 7x14 (2001)
- E.R. - Medici in prima linea (E.R.) - serie TV, episodio 7x18 (2001)
- Squadra Med - Il coraggio delle donne (Strong Medicine) - serie TV, episodio 3x02 (2002)
- John Doe - serie TV, episodio 1x03 (2002)
- Six Feet Under - serie TV, 3 episodi (2003)
- West Wing - Tutti gli uomini del Presidente (The West Wing) - serie TV, episodio 4x22 (2003)
- CSI - Scena del crimine (CSI: Crime Scene Investigation) – serie TV, episodio 4x04, 13x02 (2003-2012)
- The Guardian - serie TV, episodio 3x14 (2004)
- Senza traccia (Without A Trace) - serie TV, episodio 2x23 (2004)
- Law & Order: Criminal Intent - serie TV, episodio 4x20 (2005)
- Wildfire – serie TV, 12 episodi (2005-2006)
- Grey's Anatomy – serie TV, episodio 3x05 (2006)
- Mystery Woman - serie TV, episodio 2x05 (2007)
- Numb3rs - serie TV, episodio 3x16 (2007)
- Medium - serie TV, 3 episodi (2007)
- Burn Notice - Duro a morire (Burn Notice) - serie TV, episodio 1x09 (2007)
- Law & Order - Unità vittime speciali (Law & Order: Special Victims Unit) - serie TV, episodio 9x07 (2007)
- The Riches - serie TV, 4 episodi (2007-2008)
- CSI: NY - serie TV, episodio 4x18 (2008)
- Cold Case - Delitti irrisolti (Cold Case) - serie TV, episodio 6x06 (2008)
- Ghost Whisperer - Presenze (Ghost Whisperers) - serie TV, episodio 4x13 (2009)
- Dollhouse - serie TV, episodio 2x03 (2009)
- Grey Gardens - Dive per sempre (Grey Gardens) - film TV, regia di Michael Sucsy (2009)
- Castle – serie TV, 17 episodi (2009-2016)
- Leverage - Consulenze illegali (Leverage) - serie TV, episodio 3x02 (2010)
- The Mentalist - serie TV, episodio 3x06 (2010)
- Lie to Me - serie TV, episodio 3x07 (2010)
- The Defenders - serie TV, episodi 1x02, 1x17 (2010-2011)
- The Protector - serie TV, episodio 1x05 (2011)
- Fringe – serie TV, episodio 4x05 (2011)
- Criminal Minds - serie TV, episodio 10x13 (2015)
- Designated Survivor - serie TV, episodio 2x01 (2017)
- MacGyver - serie TV, episodio 2x22 (2018)
- GLOW - serie TV, episodio 3x03 (2019)
- Le regole del delitto perfetto (How to Get Away with Murder) - serie TV, episodio 6x10 (2020)
- The Rookie - serie TV, episodio 4x19 (2022)
- Better Call Saul – serie TV, episodio 6x09 (2022)
- Dahmer - Mostro: la storia di Jeffrey Dahmer (Dahmer - Monster: The Jeffrey Dahmer Story) - serie TV, episodio 8 (2022)
- The Prophecy - serie TV, 8 episodi (2022)
- 9-1-1 - serie TV, episodio 6x02 (2022)
- CSI: Vegas - serie TV, episodio 2x13 (2023)

## Doppiatori italiani
Nelle versioni in italiano delle opere in cui ha recitato, Arye Gross è stato doppiato da:
- Mino Caprio in Minority Report, CSI - Scena del crimine (ep. 4x04), Law & Order - Unità vittime speciali, CSI: NY
- Franco Mannella in Wildfire, Cold Case - Delitti irrisolti, Leverage - Consulenze illegale
- Oliviero Dinelli in Burn Notice - Duro a morire, The Mentalist
- Ambrogio Colombo in Better Call Saul, CSI: Vegas
- Roberto Pedicini in Soul Man
- Carlo Cosolo in La casa di Helen
- Vittorio De Angelis in Gli esperti americani
- Riccardo Rossi in Vicino alla fine
- Francesco Pannofino in Bella, pazza e pericolosa
- Massimiliano Manfredi in Ellen
- Roberto Del Giudice in Friends
- Gianni Williams in Millennium
- Massimo Lodolo in La sfida di Artù
- Oreste Baldini in X-Files
- Oliviero Corbetta in Law & Order: Criminal Intent
- Edoardo Nordio in Six Feet Under
- Franco Zucca in Grey's Anatomy
- Loris Loddi in Ghost Whisperer - Presenze
- Marco Mete in Castle
- Luca Biagini in Lie To Me
- Pietro Biondi in Fringe
- Giorgio Lopez in CSI - Scena del crimine (ep. 13x02)
- Lucio Saccone in Criminal Minds
- Roberto Fidecaro in Designated Survivor
- Nicola Braile in Le regole del delitto perfetto
- Walter Rivetti in The Rookie
- Antonio Palumbo in Dahmer - Mostro: la storia di Jeffrey Dahmer
- Giorgio Locuratolo in 9-1-1
- Raffaele Palmieri in Avvocato di difesa - The Lincoln Lawyer